# Afrotyphlops usambaricus
Afrotyphlops usambaricus là một loài rắn trong họ Typhlopidae. Loài này được Laurent mô tả khoa học đầu tiên năm 1964.